# Közönséges makákó

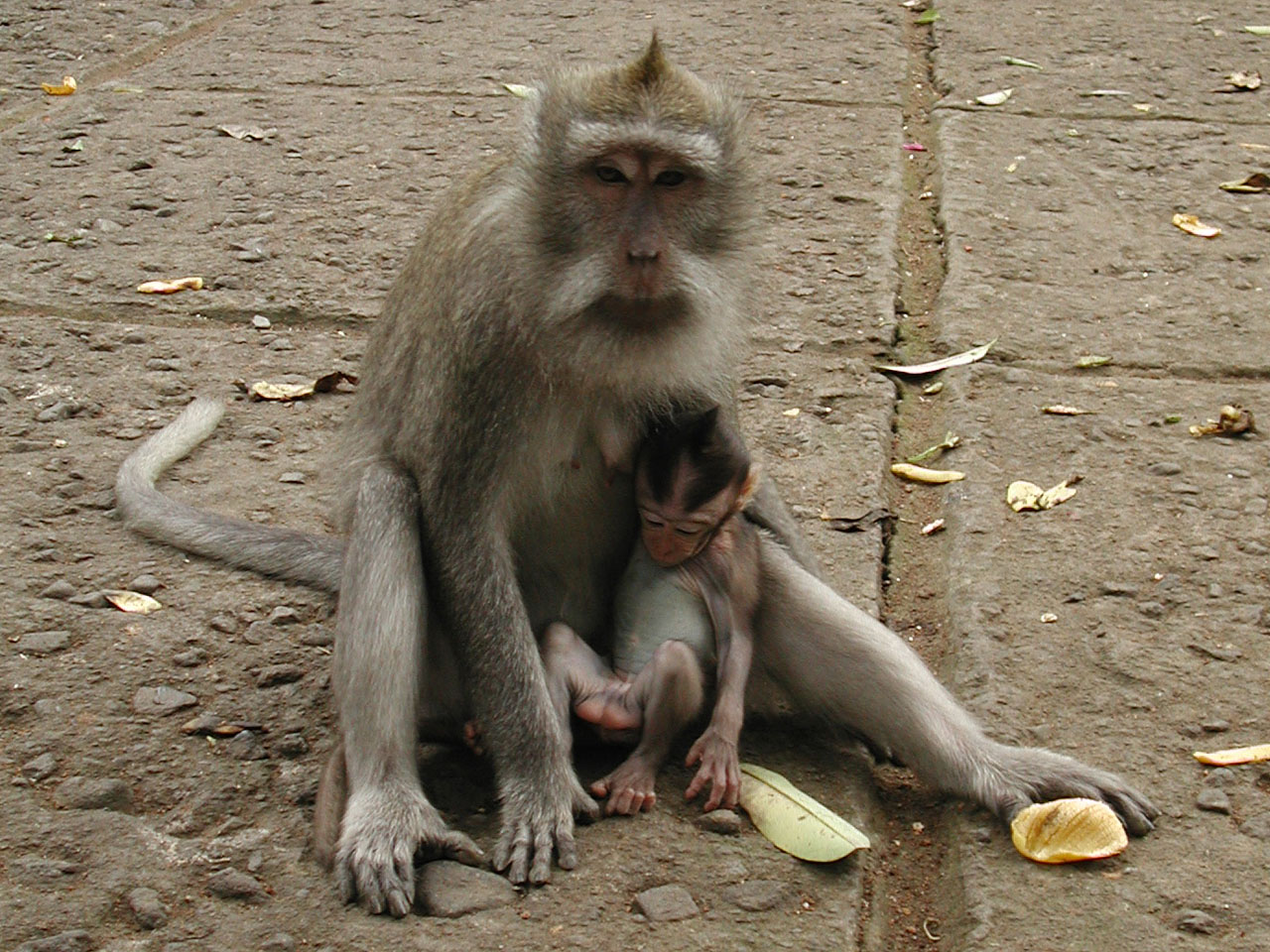
Jávai makákó nőstény a kölykével

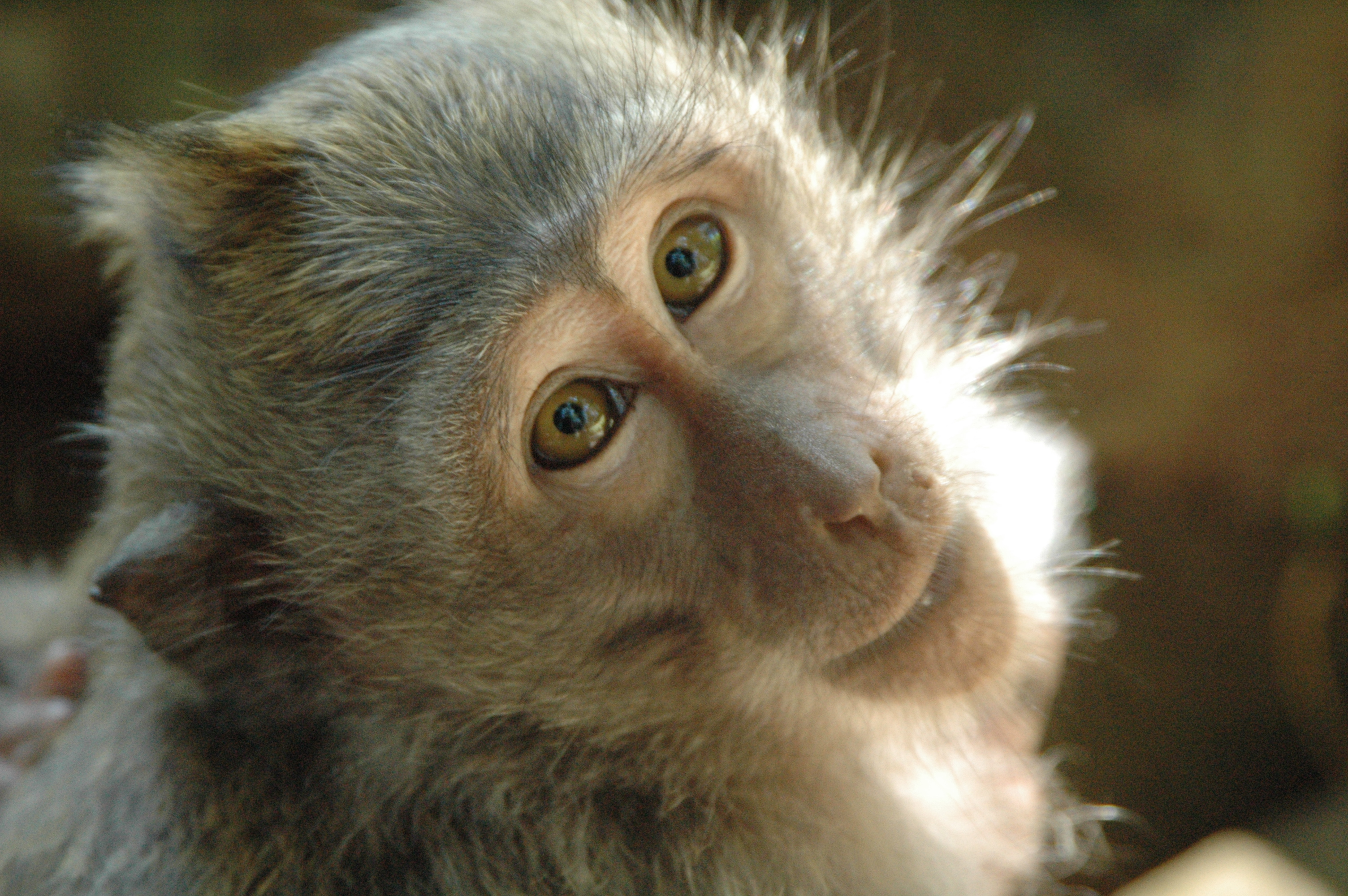
Jávai makákó portré

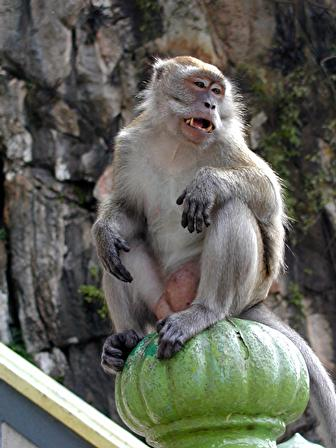
Hím közönséges makákó

A közönséges makákó vagy jávai makákó (Macaca fascicularis) a makákók leggyakoribb, legnagyobb területen elterjedt faja, aminek a változatos élőhelyeken számos földrajzi változata alakult ki.

## Előfordulása
Otthonos Hátsó-Indiától a Bengáli-öbölig, az Indiai-óceánban a Szunda-, az Andamán- és Nikobár-szigeteken, a Csendes-óceánban a Fülöp-szigeteken.
Eredeti elterjedési területén kívül számos helyre betelepítették, így ma már vadon él Hongkong, Pápua Új-Guinea, a Palau szigetek és Mauritius területén is.
Sűrű esőerdők, másodlagos erdők, mangroveerdők lakója, gyakran folyók közelében él.

## Alfajai
- Közönséges makákó (Macaca fascicularis fascicularis - (Raffles, 1821), az elterjedési terület java részén ez az alfaj él. Előfordul Thaiföld déli részén, Kambodzsa, Vietnám és Laosz területén, valamint Malajziában (a félszigeti tartományokban és a borneói Sarawak és Sabah tartományokban is), Szingapúrban, Indonézia sok szigetén (Szumátra, Bangka, a Natuna-szigetek, Jáva, Bali, Borneó, a Batu-szigetek, Bawean, Karimata, Lingga, Nias, Nusatenggara, Riau-szigetcsoport, Szumba és Timor), a Fülöp-szigeteken (Mindanao és a Sulu-szigetek) és Bruneiben is.
- Burmai makákó (Macaca fascicularis aureus) - (Geoffroy, 1831), Banglades déli részén, valamint Mianmarban (a hozzá tartozó Mergui-szigeteken is) és Thaiföld középső részén honos.
- Nicobár-szigeteki makákó (Macaca fascicularis umbrosa) - (Miller, 1902), csak az Indiához tartozó Nikobár-szigeteken (Nagy-Nikobáron, Kis-Nikobáron és Katchall szigetén) honos.
- Sötétfejű közönséges makákó (Macaca fascicularis atriceps) - (Kloss, 1919), csak a Thaiföld délkeleti partvidéke előtt fekvő Khram Yai szigeten él.
- Con Song makákó (Macaca fascicularis condorensis) - (Kloss, 1926), csak a Vietnam déli partvidéke előtt fekvő Con Son szigeten él.
- Simeulue szigeti makákó (Macaca fascicularis fusca) - (Miller, 1903), csak az Indonéziához tartozó, Szumátra szigetétől északnyugatra fekvő Simeulue szigeten honos.
- Lasia makákó (Macaca fascicularis lasiae) - (Lyon, 1916), csak az Indonéziához tartozó, Szumátra szigetétől északnyugatra fekvő Pulau Lasia szigeten él.
- Maratua makákó (Macaca fascicularis tua) - (Kellogg, 1944), csak az Indonéziához tartozó, Borneó szigetétől keletre fekvő Pulau Maratua szigeten honos.
- Kemujan makákó (Macaca fascicularis karimondjawae) - (Sody, 1949), csak az Indonéziához tartozó, a Jáva-tengerben található Pulau Karimunjawa szigeten és esetleg a szomszédos Pulau Kemujan szigeten él
- Fülöp-szigeteki makákó (Macaca fascicularis philippinensis) - (Geoffroy, 1843), a Fülöp-szigetek sok szigetén (így Balabac, Basilan, Biliran, Bohol, Busuanga, Camiguin, Catanduanes, Culion, Leyte, Luzon, Mindanao északnyugati része, Mindoro, Negros, Panay, Palawan, Samar és Sibuyan szigetén) előfordul.

## Megjelenése
Teste 60–65, farka 50–55 centiméteresre nő meg, testtömege 3–9 kg. A nőstények jelentősen kisebb termetűek, mint a hímek. Pofája sötét, hasa bőrének színezete kékes, a szem körüli bőr
színe fehér. Körszakálla rövid, különösen a vén hímek hajzata erősen hátrasimított; a nőstényeké és fiataloké többé-kevésbé taréjosan feláll, középütt felkunkorodik. Az egyes alfajuk bundája rendkívül változatos színárnyalatokat ölt; a törzsváltozaté felül feketével átitatott, zöldes olajbarna, alul gyérebb és piszkosfehér, lába belül szürkés. Végtagjai feketések, miként a farka is. Szempillái fehérek, szivárványhártyája barna.
A nőstények hátsó testfele az ivarzás körüli időszakban igen változó mértékben megduzzad.

## Életmódja
A közönséges makákó különlegesnek számít a makákók között, mivel táplálékát gyakran a tengerpart árapályzónájának területeiről szerzi be. Apály idején kisebb-nagyobb rákokat, kagylókat, csigákat ejt zsákmányul. Eredetileg fán lakó állat, azonban szívesen tartózkodik a talajon, sőt bemegy a vízbe is, ahol kitűnően úszik. A javai makákók 6-100 fős, kevert ivarú csoportokban élnek, ahol egy felnőtt hímre két-három felnőtt nőstény jut. A fennmaradó hímek vagy egyedül vagy csapatokba verődve élnek. A nagy csoport két alcsoportra tagozódik. Az egyik a központi csoport, amelynek egy hím a vezetője, és a nőstények, valamint a növendékek nagy része ide tartozik. A másik alcsoport alkotja a perifériát, amelybe a szubdomináns hímek tartoznak, esetleg néhány nősténnyel. Mindkét ivarnál teljesen tiszta rangsor alakul ki, amely az életkoron, a rokonsági fokon és az egymás közötti szövetségeken alapul. A nagyon idős állatok fokozatosan kiesnek a hierarchiából.

## Szaporodása
Ellés az év bármely szakában történhet, melyet 160-170 napos vemhesség előz meg. Az egyetlen kölyök mintegy 350 gramm körüli testtömegű, és a főemlősök többségéhez hasonlóan állandóan anyjához bújik, illetve a későbbiekben a nővérek, nagynénik szállítják. Anyjától 6-12 hónapos korban választódik el, 4 – 5 éves korban eléri ivarérettségét. Egy magányosan tartott jávai makákó fogságban 37 évet élt.

## Természetvédelmi helyzete

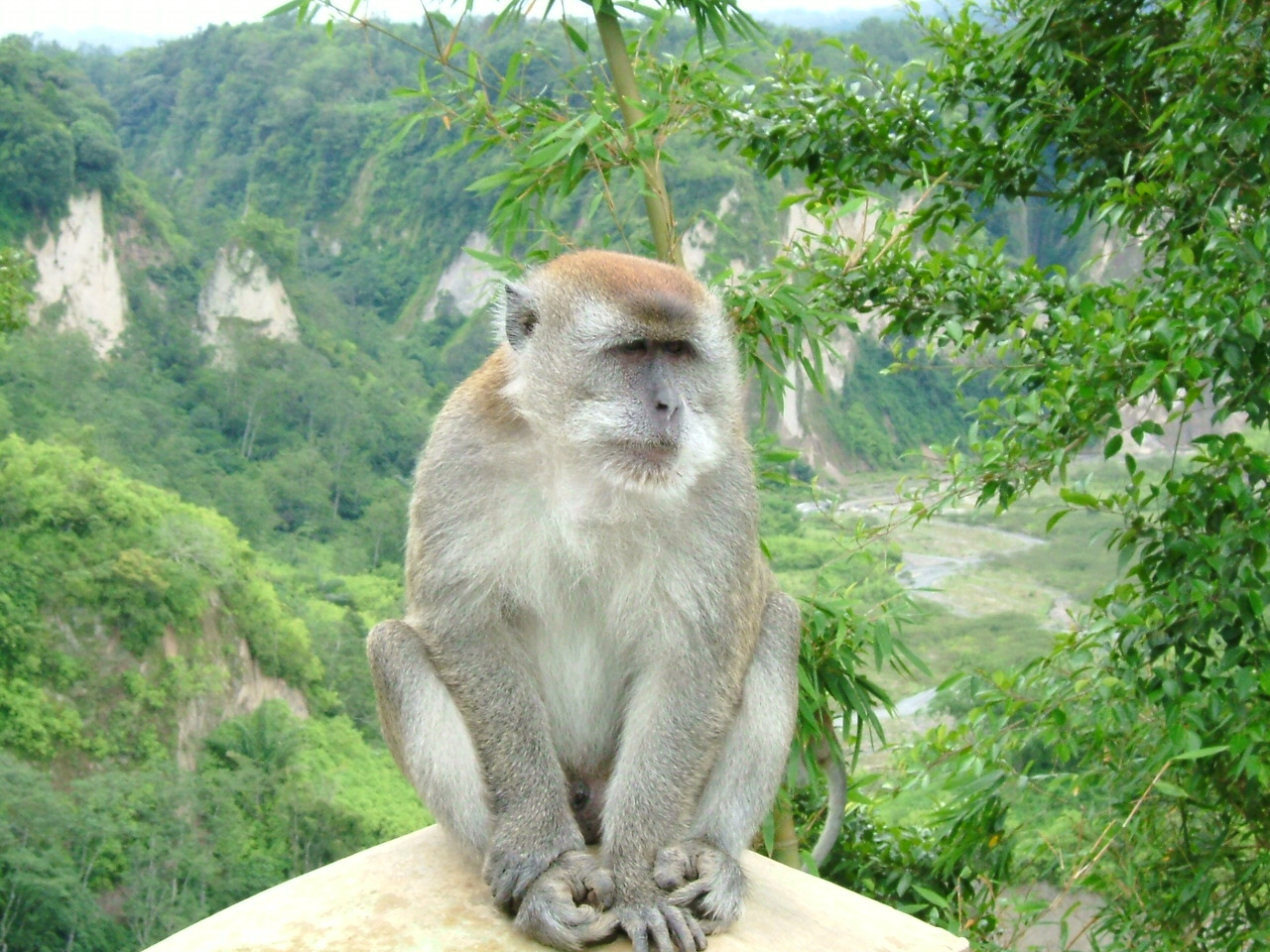

A közönséges makákók jól alkalmazkodnak a különböző élőhelyekhez és táplálékforrásokhoz, ezért az ember által átalakított területeken is még mindig nagy számban fordulnak elő. Mi több, egyes területeken egyre jelentősebb a kártételük is, amikor csapatosan fosztogatják a
földeket, ültetvényeket, kerteket, orvosi kutatások során is felhasználják őket, így például a gyermekbénulás elleni védőoltás kifejlesztésében volt szerepük.
A fajt az európai tengerészek a 16. században behurcolták Mauritius szigetére, ahol a populáció létszáma már eléri a 35 ezret, jóllehet az Indiai-óceánban található sziget területe mindössze 1865 km².
Mauritiuson a betelepített makákók nagyon károsak, a szigeten őshonos madárfajok fészkei kifosztják és a tojásokat vagy a fiókákat pedig felfalják. Emiatt nem egy őshonos faj fennmaradását veszélyeztetik, ezért a szigeten bármikor vadászható fajok.
Eredeti élőhelyeiken is igen elterjedtek. Kultúrakövető faj, több csapata beköltözött a városokba, ahol ellopnak bármi ehetőt. A hinduk számára szent állatok, ezért főleg a hinduista Bali szigetén élnek nagy számban az emberek körül.
A fogságot jól tűri, fogságban jól szaporodik. Nemcsak házi kedvencnek tartják, de cirkuszokban idomítják is.
Állatkertekben gyakori fajnak számít, Magyarországon azonban csak két helyen tartják: a Jászberényi Állat- és Növénykertben és a Felsőlajosi Magán Zooban. A táplálékra nem kényes faj. Viszont mivel alapvetően trópusi területről származik, télen a fűtött helyet igényli.